# Cheiracanthium macedonicum
Cheiracanthium macedonicum är en spindelart som beskrevs av Pencho Drensky 1921. Cheiracanthium macedonicum ingår i släktet Cheiracanthium och familjen sporrspindlar. Inga underarter finns listade i Catalogue of Life.